# Franz Deutmann
Franz Wilhelm Maria Deutmann (Zwolle, 27 de marzo de 1867-Blaricum, 18 de julio de 1915) fue un pintor holandés y fotógrafo. Era miembro de Arti et Amicitiae y se considera parte de la Escuela de Laren, una rama de la Escuela de La Haya, que es una parte independiente del movimiento internacional del impresionismo.

## Biografía

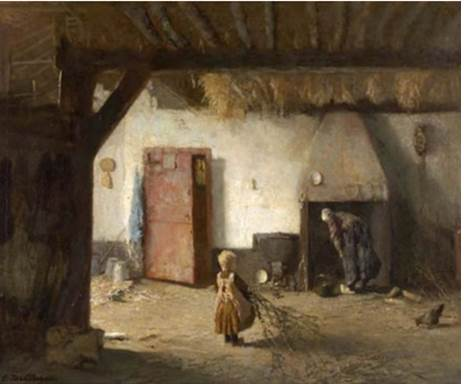
Cuidando el Fuego

Su padre fue Franz Wilhelm Heinrich Deutmann (1840-1906), un conocido fotógrafo. Estudió pintura con Jan Derk Huibers (nl), un artista de género. Después de una breve estadía en Alemania en 1884, se matriculó en la Real Academia de Bellas Artes (Amberes) de 1884 a 1887. Durante sus estudios en la academia fue alumno del Profesor Charles Verlat.
En 1891, debido a dificultades financieras, regresó a Ámsterdam y tomó un puesto en el estudio de fotografía de su padre. En 1896, se estableció como artista y abrió su propio estudio. Muchas de sus obras de este período tienen un sentimiento triste en ellas, y es posible que sufriera una depresión.
En 1892 se mudó a la colonia de artistas en Laren. Desde la perspectiva del historiador de arte, perteneció a la 2ª generación de esta escuela. Su obra puede también asignarse a la primera generación de la Escuela de La Haya. La pintura al aire libre en compañía de sus compañeros artistas parece haberlo animado. Sus retratos y figuras eran más coloridos y ligeramente representados, aunque sus interiores aún conservaban un toque de melancolía. Después de unos años, su depresión volvió y se quedó en su estudio, haciendo bodegones de flores.
Su trabajo no fue tan exitoso como la mayoría de sus asociados en la Escuela Laren. Después de 1903, regresó a Ámsterdam, pero se quedó allí solo un año. Luego se retiró a Blaricum y vivió en una casa llamada "Heide-Weide", que luego fue ocupada por otros artistas y escritores famosos. Después de una larga enfermedad, murió allí en 1915, con tan solo cuarenta y ocho años.
Franz Deutmann fue miembro de Arti et Amicitiae y Kunstenaarsvereniging Sint Lucas.
Su hermano, Herman Deutmann (nl), también era fotógrafo; bien conocido por sus retratos de la familia real holandesa.

## Museos con colecciones de sus obras
- Amsterdams Historisch Museum
- Rijksmuseum Ámsterdam
- Stedelijk Museum, Ámsterdam
- Groninger Museum, Groningen
- Gemeentemuseum, The Hague
- Singer Museum, Laren

## Exposiciones
- 1903 Stedelijke internationale tentoonstelling van kunstwerken van levende meesters, Stedelijk Museum, Ámsterdam.
- 1907 Stedelijke internationale tentoonstelling van kunstwerken van levende meesters, Stedelijk Museum, Ámsterdam.
- 1912 Stedelijke internationale tentoonstelling van kunstwerken van levende meesters, Stedelijk Museum, Ámsterdam.
- 1914 Tentoonstelling van werken de la puerta de Franz Deutman: Laren, de Róterdam.
- 1916 Tentoonstelling van werken van Franz Deutman, Arti et Amicitiae, Ámsterdam.
- 1917 Tentoonstelling. Atelier Franz Deutman, Ámsterdam.
- 2005-2006 Groepstentoonstelling: Onstuitbare verzamelaar J. F. S. Esser: Mondrian, Breitner, Sluijters e.un., Museo singer, Laren

## Galería

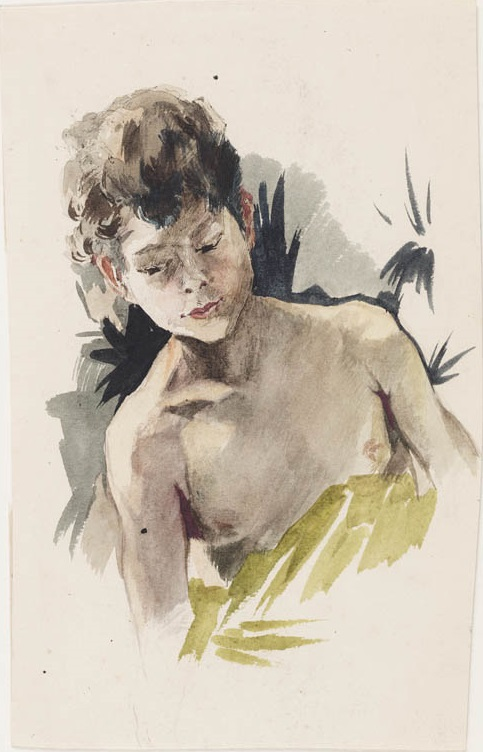
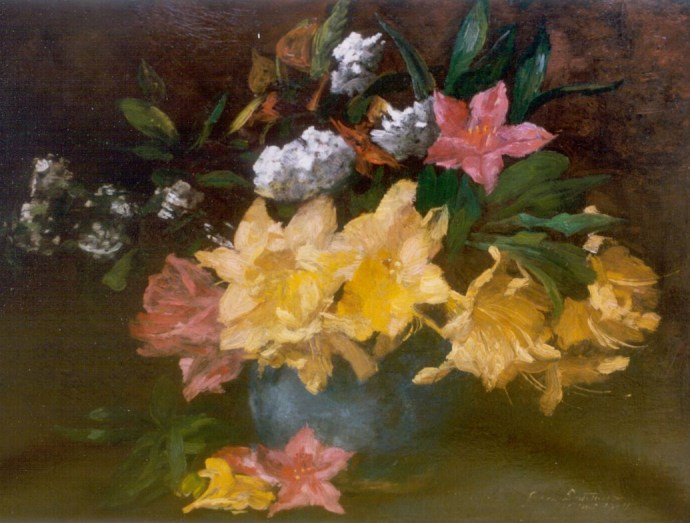
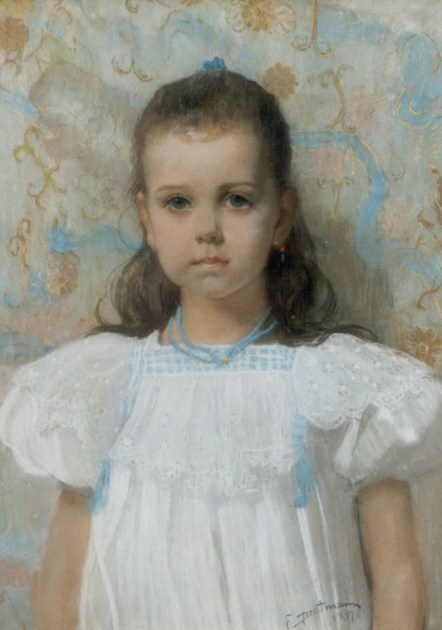
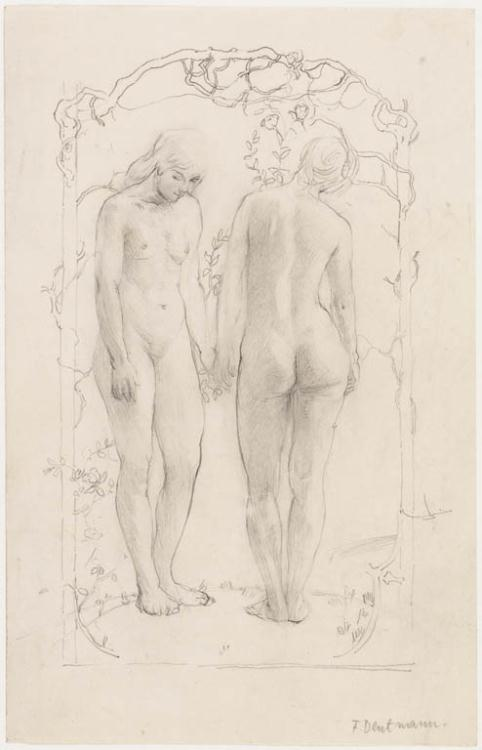
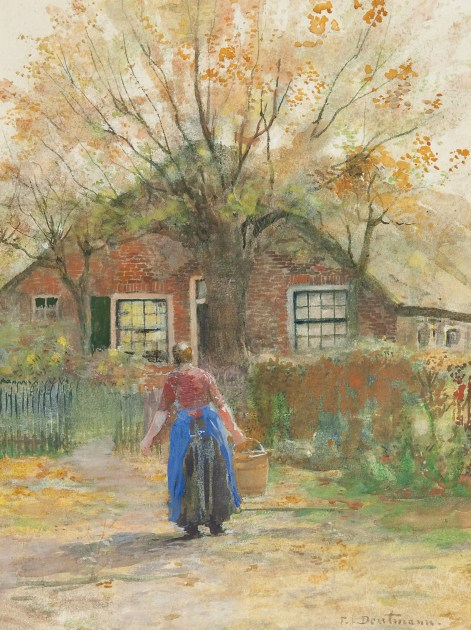
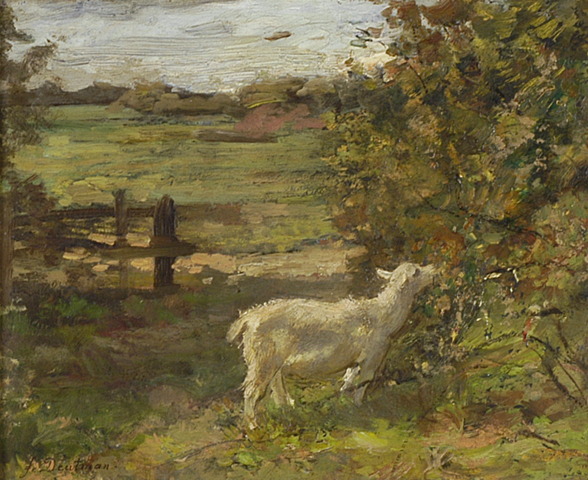
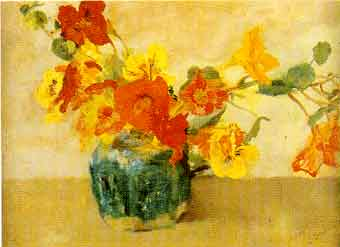
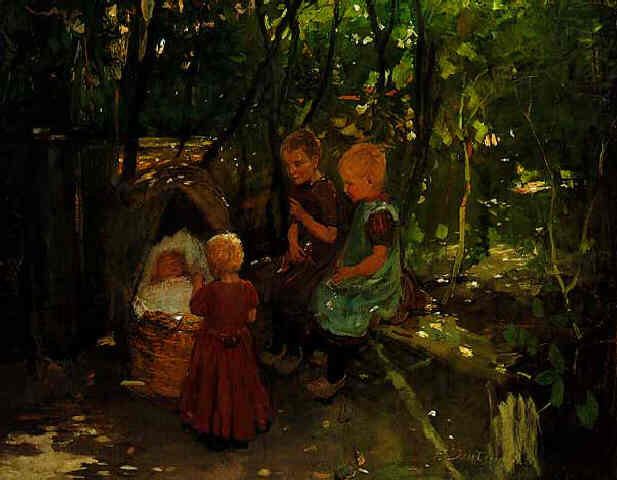
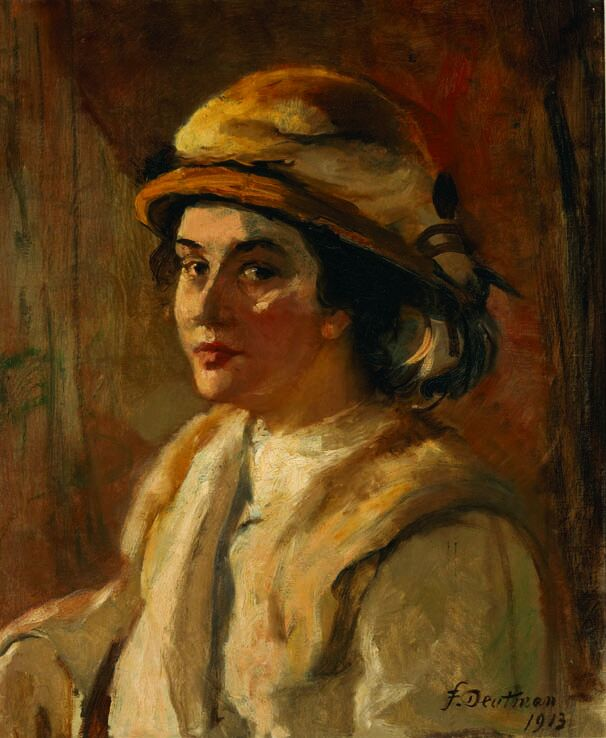
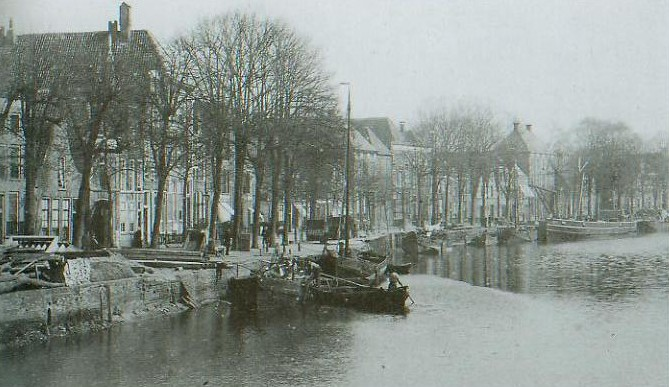
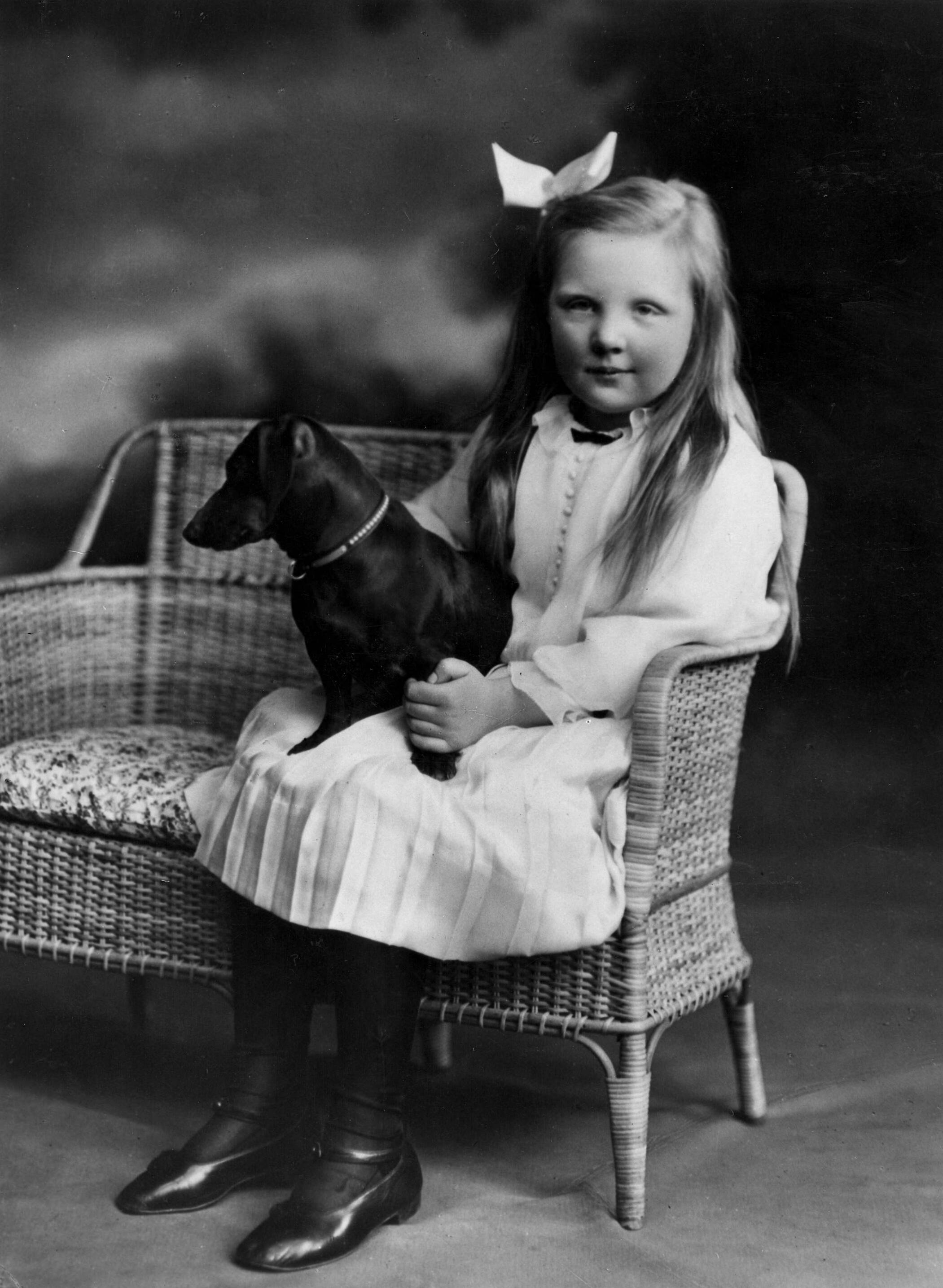

## Biografías

### Catálogos
- Arti et Amicitiae, (1916): Catalog van werken van Franz Deutman, Publisher Arti et Amicitiae.
- Catalog Muller + Co. (1917): Atelier Franz Deutman, Ámsterdam.
- Tentoonstelling van werken van Franz Deutman: Laren, (N.H.) Unger + Van Mens, Kunstzalen, 1914, Róterdam.

### Libros
- Denninger-Schreuder, Carole (2003): Schilders van Laren, Thoth - Uitgeverij, ISBN 978-9-068-68327-1.
- Heyting, Lien (2004): De Wereld en Een Dorp, - schilders, schrijversen en wereldverbeteraaus en Laren en Blaricum, Medenhoff, ISBN 978-9-029-04856-9.
- Jonkman, Mayken; Raad, Jacqueline de (2005): Onstuitbare verzamelaar J. F. S. Esser: Mondrian, Breitner, Sluijters e.un., Waanders, Zwolle, ISBN 978-90-400-9123-0.
- Koenraads, Jan P. (1985): Laren en zijn Schilders, Boekhandel Juli Kluvers, ISBN 978-9-071-16002-8.

### Enciclopedia
- Scheen, Pieter A. (1981): Lexicon Nederlandse Beeldende Kunstenaars 1750-1950. 2 Volumes, 's-Gravenhage (The Hague), Kunsthandel Pieter A. Scheen N.V., p. 115.